# Xenos peckii
Xenos peckii är en insektsart som beskrevs av Kirby 1813. Xenos peckii ingår i släktet Xenos och familjen stekelvridvingar. Inga underarter finns listade i Catalogue of Life.